# Tim Blake
Timothy Blake, detto Tim (Londra, 6 febbraio 1952), è un tastierista, compositore e cantante britannico.
È famoso per la sua collaborazione al sintetizzatore con la progressive rock band Gong e con la space rock band Hawkwind, ma vanta anche vari album da solista.

## Discografia

### Con i Gong
- 1973 - Flying Teapot
- 1973 - Angel's Egg
- 1973 - Greasy Truckers
- 1973 - Live au Bataclan
- 1974 - Live at Sheffield
- 1974 - You
- 1977 - Live Etc...
- 1995 - 25th Birthday Party

### Con Steve Hillage
- 1974 - Fish Rising

### Solista
- 1976 - Crystal Machine
- 1978 - Blake's New Jerusalem
- 1991 - Magick
- 2000 - The Tide of the Century
- 2002 - Caldea Music II

### Con gli Hawkwind

#### Album studio
- 1980 - Levitation

#### Live
- 1980 - Live Seventy Nine